# Giambattista Andreini
Giambattista Andreini (9 tháng 2 năm 1576 - 7 tháng 6 năm 1654) là một diễn viên người Ý và là nhà viết kịch nổi bật của Ý trong thế kỷ 17.

## Cuộc đời
Ông sinh ra ở Firenze, là con của các ngôi sao sân khấu Isabella Andreini và Francesco Andreini. Ông đã đạt được nhiều thành công lớn với công việc diễn viên hài ở Paris với nghệ danh Leylio. Ông được Louis XIII, cũng như công chúng, đặc biệt là người trẻ yêu thích và mến mộ.
Ông kết hôn với Virginia Ramponi-Andreini năm 1601, cũng là một nữ diễn viên kiêm ca sĩ nổi tiếng.

## Tác phẩm
Ông đã để lại một số vở kịch chứa nhiều tính tưởng tượng ngông cuồng. Các tác phẩm được biết đến nhiều nhất là lahdamo (Milano, 1613), Penitent Magdalene (Mantua, 1617) và The Centaur (Paris, 1622).

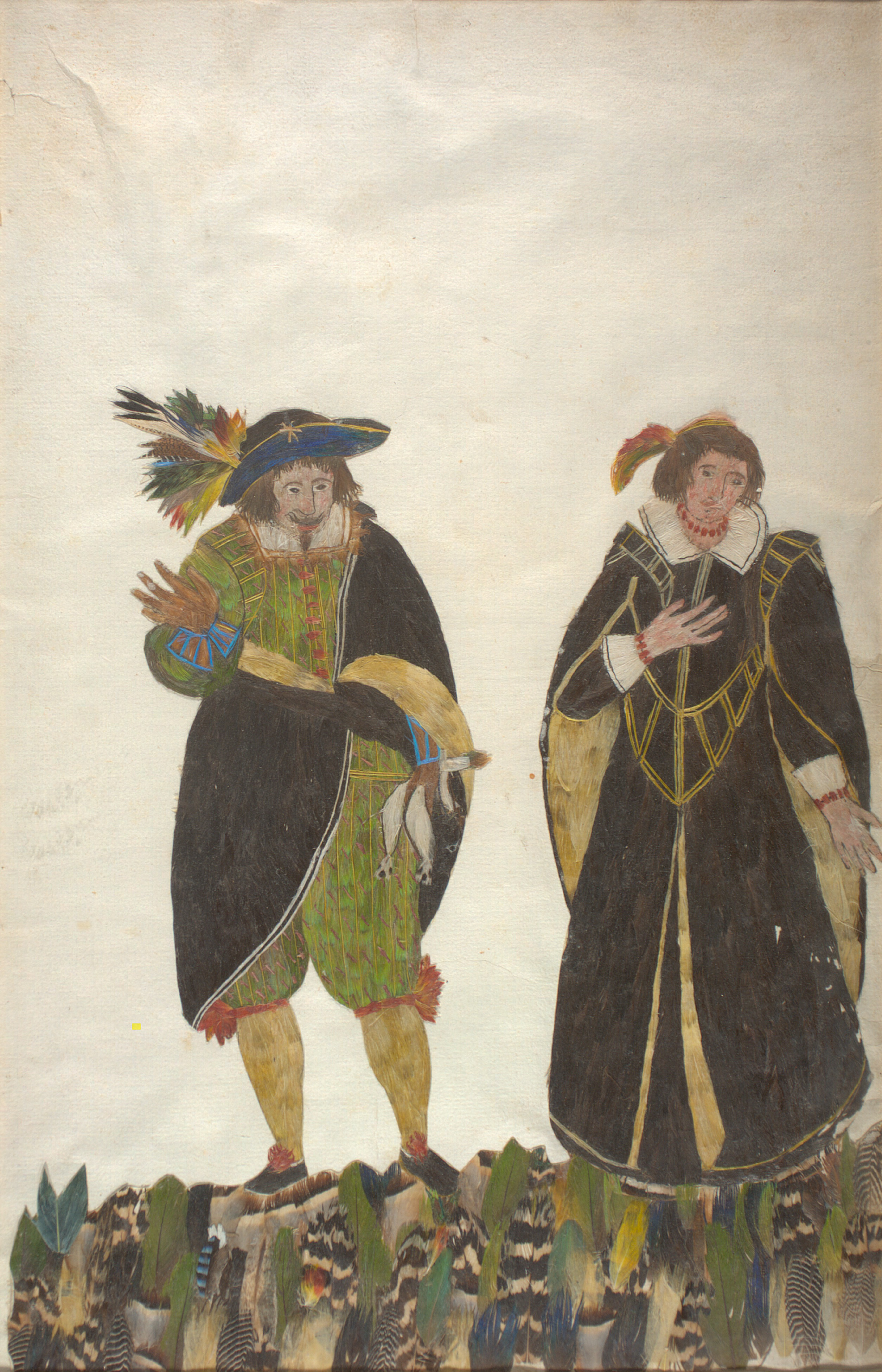
Hình ảnh này của các diễn viên commedia dell'arte trong The Feather Book of Dionisio Minaggio được cho là mô tả Andreini là "Lelio" và vợ Virginia Ramponi-Andreini là "Florinda".